# Nemadactylus valenciennesi
Nemadactylus valenciennesi is een straalvinnige vissensoort uit de familie van morwongs (Cheilodactylidae). De wetenschappelijke naam van de soort is voor het eerst geldig gepubliceerd in 1937 door Whitley.